# Mahesh Manjrekar
Mahesh Vaman Manjrekar (Mumbai, 16 agosto 1958) è un attore, regista e sceneggiatore indiano.

## Filmografia parziale

### Attore
- Vaastav: The Reality, regia di Mahesh Manjrekar (1999)
- Ehsaas: The Feeling, regia di Mahesh Manjrekar (2001)
- Kaante, regia di Sanjay Gupta (2002)
- Plan, regia di Hriday Shetty (2004)
- Run, regia di Jeeva (2004)
- Musafir, regia di Sanjay Gupta (2004)
- It Was Raining That Night, regia di Mahesh Manjrekar (2005)
- Padmashree Laloo Prasad Yadav, regia di Mahesh Manjrekar (2005)
- Zinda, regia di Sanjay Gupta (2006)
- Jawani Diwani, regia di Manish Sharma (2006)
- Dus Kahaniyaan, registi vari (2007)
- Okkadunnadu, regia di Chandra Sekhar Yeleti (2007)
- Meerabai Not Out, regia di Chandrakant Kulkarni (2008)
- The Millionaire (Slumdog Millionaire), regia di Danny Boyle (2008)
- Homam, regia di J. D. Chakravarthy (2008)
- Wanted, regia di Prabhu Deva (2009)
- 99, regia di Raj & D.K. (2009)
- Fruit and Nut, regia di Kunal Vijaykar (2009)
- Adhurs, regia di V. V. Vinayak (2010)
- Teen Patti, regia di Leena Yadav (2010)
- Dabangg, regia di Abhinav Kashyap (2010)
- Don Seenu, regia di Gopichand Malineni (2010)
- Ready, regia di Anees Bazmee (2011)
- Bodyguard, regia di Siddique (2011)
- OMG – Oh My God!, regia di Umesh Shukla (2012)
- Himmatwala, regia di Sajid Khan (2013)
- Shootout at Wadala, regia di Sanjay Gupta (2013)
- Once Upon ay Time in Mumbai Dobaara!, regia di Milan Luthria (2013)
- Arrambam, regia di Vishnuvardhan (2013)
- Jai Ho, regia di Sohail Khan (2014)
- Singham Returns, regia di Rohit Shetty (2014)
- Bajirao Mastani, regia di Sanjay Leela Bhansali (2015)
- Guntur Talkies, regia di Praveen Sattaru (2016)
- Badsha – The Don, regia di Baba Yadav (2016)
- FU: Friendship Unlimited, regia di Mahesh Manjrekar (2017)
- Sanju, regia di Rajkumar Hirani (2018)
- Vinaya Vidheya Rama, regia di Boyapati Srinu (2019)
- Total Dhamaal, regia di Indra Kumar (2019)
- Saaho, regia di Sujeeth (2019)
- Dabangg 3, regia di Prabhu Deva (2019)

### Regista
- Vaastav: The Reality (1999)
- Astitva (2000)
- Kurukshetra (2000)
- Jis Desh Mein Ganga Rehta Hai (2000)
- Nidaan (2000)
- Ehsaas: The Feeling (2001)
- Tera Mera Saath Rahen (2001)
- Hathyar (2002)
- Pitaah (2002)
- Pyaar Kiya Nahin Jaatha (2003) - anche produttore
- Rakht (2004)
- It Was Raining That Night (2005) - anche produttore
- Viruddh... Family Comes First (2005)
- Vaah! Life Ho Toh Aisi! (2005)
- Matichya Chuli (2006)
- Shikshanachya Aaicha Gho (2010)
- City of Gold (2010)
- Ami Shubhash Bolchi (2011)
- Fakt Ladh Mhana (2011)
- Kaksparsh (2012)
- Natsamrat (2016)
- FU: Friendship Unlimited (2017)
- Bhai: Vyakti Ki Valli (2019)
- Antim: The Final Truth (2021)
- The Power (2021)
- 1962: The War in the Hills (2021)